# Župnija Renče
Župnija Renče je rimskokatoliška teritorialna župnija dekanije Šempeter škofije Koper.
Obsega naselje Renče z zaselki in naselje Gradišče nad Prvačino.

## Zgodovina
Prvi dušni pastir se v Renčah omenja leta 1288 in sicer kot kaplan, cerkev sv. Mohorja in Fortunata pa se v pisnih virih prvič omenja leta 1470.
O izvoru župnije ni znano veliko, sprva naj bi bila del šempeterske pražupnije ali pa župnije Miren, ki se prvič omenjata leta 1247. Zemljepisna lega govori v prid šempeterski pražupniji, v dokumentih iz 15. stoletja pa je zaslediti, da se je leta 1488 in 1508 mirenski župnik pritožil goriškemu glavarju, ker je kaplan kaplanijo odtegnil od matične mirenske cerkve. 
V 1. polovici 17. stoletja so se v kaplaniji začele voditi matične knjige. Župnija pa je bila ustanovljena šele v 18. stoletju.

## Sakralni objekti
- župnijska cerkev sv. Mohorja in Fortunata
- podružnična cerkev Brezmadežne Device Marije